# 河角直樹
河角 直樹（かわすみ なおき、1974年7月29日 - ）は日本のテレビプロデューサー、東海テレビ所属。東京都文京区出身。日本大学芸術学部映画学科卒業。

## 経歴
東京都文京区生まれ。日本大学第二高等学校、日本大学芸術学部映画学科を卒業。大学在学中は現在テレビプロデューサーで活躍中の山守文雄が立ち上げた映像制作集団「月面工房」に所属していた。
大学卒業後、複数の制作会社を経て、2001年（平成13年）東宝の子会社で制作会社の国際放映に入社。助監督、仕上げ進行、プロデューサー補を経て、2005年（平成17年）プロデューサーに昇格。以後、多数の作品を手掛ける。
2015年（平成27年）日本テレビ放送『五つ星ツーリスト〜最高の旅、ご案内します!!〜』が映画化。同年、「島ぜんぶでおーきな祭 第7回沖縄国際映画祭にて先行上映され、全国順次公開された。
2017年（平成29年）倉本聰原作・脚本『やすらぎの郷』を手掛けて話題となる。
2018年（平成30年）4月に東海テレビに転職。真矢ミキを起用した『さくらの親子丼』、増田貴久を起用した『ギフテッド』、鈴鹿央士を起用した『クロステイル 〜探偵教室〜』等、話題のドラマを手掛ける。

## 作品
表記がないものはプロデューサー、テレビドラマデーターベース調べにて
- 『幻想ミッドナイト』（テレビ朝日）- 助監督
- 『略奪愛・アブない女』（TBSテレビ）- 仕上進行
- 『仮面の女』（TBSテレビ）- 仕上進行
- 『新宿ホスト殺人事件』（TBSテレビ）- 仕上進行
- 『松本清張特別企画・顔　私の顔を見た者は死ぬ！』（TBSテレビ）- 仕上進行
- 『松本清張特別企画・影の車』（TBSテレビ）- プロデューサー補
- 『法廷荒らし　弁護士猪狩文助』（TBSテレビ）- プロデューサー補
- 『法医学教室の事件ファイル』（テレビ朝日）- プロデューサー補
- 『見当たり捜査25時』（TBSテレビ）- プロデューサー補
- 『生きたい～家族の命リレー・生体肝移植～』（テレビ朝日）- プロデューサー補
- 『契約結婚』（フジテレビ）
- 『ひまわりさん』（TBSテレビ）
- 『密会の宿』（テレビ東京）
- 『チルドレン』（WOWOW）
- 『占い師みすず 事件は運命の彼方に』（TBSテレビ）
- 『美しい罠』（フジテレビ）
- 『神の目の女刑事　鷹子』（テレビ東京）
- 『金色の翼』（フジテレビ）
- 『となりのクレーマー』（フジテレビ）
- 『白と黒』（フジテレビ）
- 『プリズナー』（WOWOW）
- 『ゴーストタウンの花』（テレビ朝日）
- 『夏の秘密』（フジテレビ）
- 『クロヒョウ_龍が如く新章』（TBSテレビ）
- 『再生巨流』（WOWOW）
- 『霧に棲む悪魔』（フジテレビ）
- 『人間再生・工場長 岡田岩児』（TBSテレビ）
- 『死刑基準』（WOWOW）
- 『推定有罪』（WOWOW）
- 『プラチナタウン』（WOWOW）
- 『TV・局中法度！　新撰組～誠ノ書～』（テレビ神奈川ほか）
- 『白衣のなみだ』（フジテレビ）
- 『震える牛』（WOWOW）
- 『地の塩』（WOWOW）
- 『碧の海〜LONG SUMMER〜』（フジテレビ）
- 『五つ星ツーリスト〜最高の旅、ご案内します!!〜』（日本テレビ）
- 『告発弁護士シリーズ』（TBSテレビ）
- 『プラチナエイジ』（フジテレビ）
- 『夏目家どろぼう綺談』（テレビ朝日）
- 『叡古教授の事件簿』（テレビ朝日）
- 『ヒポクラテスの誓い』（WOWOW）
- 『やすらぎの郷』（テレビ朝日）
- 『結婚相手は抽選で』（フジテレビ）
- 『さくらの親子丼』（フジテレビ）
- 『リカ』（フジテレビ）
- 『パパがも一度恋をした』（フジテレビ）
- 『＃コールドゲーム』（フジテレビ）
- 『クロステイル 〜探偵教室〜』（フジテレビ）
- 『個人差あり〼』（フジテレビ）
- 『ギフテッド』（WOWOW)
- 『LINK』（WOWOW）
- 『戦国★男士』（テレビ神奈川ほか）
- 『戦国鍋TV 〜なんとなく歴史が学べる映像〜』（テレビ神奈川ほか）
- 『嗤う淑女』（東海テレビ・フジテレビ）

### 映画
- 『チルドレン』（WOWOW配給、2006年11月4日公開）
- 『五つ星ツーリスト THE MOVIE 究極の京都旅、ご案内します!!』（KATSU-do配給、2015年11月7日公開）

## 出演

### テレビ
- 『中居正広の身になる図書館　やすらぎの郷同窓会3時間SP』（テレビ朝日）[8]

### インターネット放送
- 『マジック☆メンズ☆アワー　滝口幸広＆佐藤永典のテキパキいこーぜ！』[9]